# The Good Witch
The Good Witch (lit. 'La Bona Bruixa') és el segon àlbum d'estudi de la cantant i compositora anglesa Maisie Peters. Va ser publicat el 23 de juny de 2023 per Gingerbread Man Records i Asylum Records
Maisie Peters es va inspirar amb la mitologia grega mentre enregistrava l'àlbum i l'ha definit com "la seva versió retorçada d'un àlbum de ruptura". Va escriure l'àlbum al llarg d'un any mentre estava de gira i ha dit que l'ordre cronològic de les cançons és un reflex dels punts alts i baixos de la seva carrera i vida personal.

## Antecedents
| «                                                                                       | Això és el meu cor i ànima, la meva sang a la pàgina, la col·lecció d'històries que he aconseguit capturar durant l'últim any. Una veritable crònica de la meva vida en la història recent. […] S'esmuny i serpenteja entre el real i el surrealista, i centra el meu propi univers, del qual, evidentment, en sóc la guardiana de les claus i la que té les cartes — la bona bruixa, per dir-ho d'alguna manera. Passa de la llum a la foscor amb el simple canvi d'un interruptor, i espero que et porti en un viatge on, al final, sentis que t'has perdut una estona en el planeta d'una altra persona. | » |
| — Maisie Peters reflexionant sobre la creació de The Good Witch, en l'anunci de l'àlbum | |   |

Maisie Peters tenia l'esperança que la gent notaria el desenvolupament de la maduresa en la seva composició de cançons en comparació amb el seu àlbum debut You Signed Up for This (2021).
Peters es va inspirar en la mitologia grega escrita des de perspectives femenines. Va dir que el projecte actua com la seva "versió retorçada" d'un àlbum de ruptura amb una llista de cançons poc cronològica, amb cançons que exploren "la cerca de l'equilibri entre els bons moments de la carrera professional i els punts baixos personals". Maisie Peters va triar el nom de The Good Witch "quan pensava en els temes d'aquest àlbum. M'agradava la força que transmet The Good Witch: feminitat, perill... sembla una mica amenaçador. És una manera interessant de descriure's a una mateixa, especialment com a dona jove. M'agrada la destrucció que suggereix i el poder que transmet." Peters desitjava que l'àlbum persistís en els oients temps després del seu llançament, de la mateixa manera que Melodrama (2017) de Lorde ho havia fet. Peters va dir que The Good Witch no era musicalment semblant a Melodrama, però esperava que pogués replicar part de la seva importància cultural.

## Promoció i Llançament

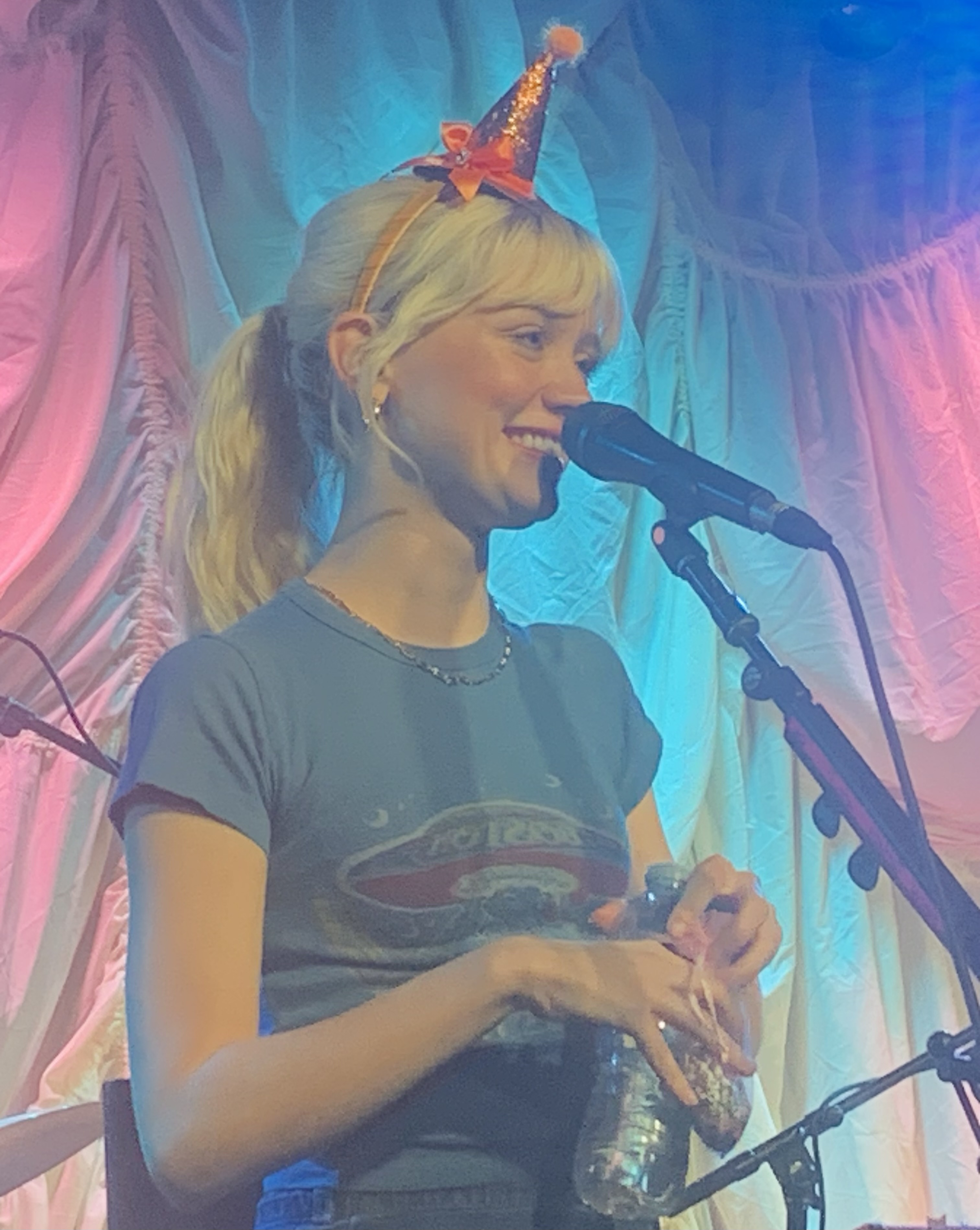
Maisie Peters actuant en el tour An Evening with the Good Witch

Abans del llançament de l'àlbum, Peters va penjar cartes del tarot a les seves xarxes socials, cadascuna representant una cançó de l'àlbum. Va explicar que volia que els oients entenguessin el significat darrere de cada cançó, però també veure el procés de creació que hi ha al darrere. Tot i que l'àlbum estava anunciat per el 16 de Juny de 2023, la data de llançament es va retardar una setmana fins al 23 de Juny. Peters es va disculpar per aquest retard, afirmant de broma que l'àlbum funcionaria millor com a càncer.
Maisie Peters va llençar una edició deluxe de The Good Witch el 27 d'Octubre del 2023, on incloïa sis cançons addicionals.

### Senzills
El primer senzill de l'àlbum, "Body Better", es va llançar el Gener de 2023, abans de l'anunci de l'àlbum el 15 de Febrer de 2023. El segon single, "Lost the Breakup" es va llançar el 4 d'Abril de 2023. El tercer senzill, "Two Weeks Ago", una balada folk-pop en col·laboració amb Gretta Ray es va llançar el 26 de Maig de 2023. "Run", el quart senzill, va ser publicat conjuntament amb l'àlbum el 23 de Juny de 2023.

## Recepció crítica
Al Metacritic, un agregador de ressenyes que assigna una puntuació normalitzada sobre 100, l'àlbum va rebre una mitjana ponderada de 76, basada en 7 ressenyes, indicant "ressenyes generalment favorables.
James Hall, de The Daily Telegraph, va descriure l'àlbum com a "música de ruptura intel·ligent i rellevant per als oients de la Generació Z" i va identificar l'influència de la cantant Taylor Swift en la música de Maisie Peters, afirmant que "les semblançes són evident des del començament". Sarah Jamieson de DIY va descriure l'àlbum com a "més cohesiu i polit" que el seu àlbum debut.

## Llistat de pistes
| 1.            | «The Good Witch»                            | Rubel          | 2:37  |
| 2.            | «Coming of Age»                             | Anderfjärd     | 2:40  |
| 3.            | «Watch»                                     | Görres         | 3:13  |
| 4.            | «Body Better»                               | Tellez         | 3:09  |
| 5.            | «Want You Back»                             | Rubel          | 3:24  |
| 6.            | «The Band and I»                            | Afterhrs       | 3:55  |
| 7.            | «You're Just a Boy (and I'm Kinda the Man)» | Tellez         | 3:05  |
| 8.            | «Lost the Breakup»                          | Görres         | 3:09  |
| 9.            | «Wendy»                                     | Rubel          | 3:18  |
| 10.           | «Run»                                       | Two Inch Punch | 2:49  |
| 11.           | «Two Weeks Ago»                             | Ellis Ashurst  | 2:59  |
| 12.           | «BSC»                                       | Rubel          | 2:41  |
| 13.           | «Therapy»                                   | The Nocturns   | 2:57  |
| 14.           | «There It Goes»                             | Tellez         | 3:45  |
| 15.           | «History of Man»                            | Rubel          | 3:28  |
| Durada total: | Durada total:                               | Durada total:  | 47:17 |

| 16.           | «Body Better» (Acoustic) | Tellez        | 3:16  |
| Durada total: | Durada total:            | Durada total: | 50:37 |

| 16.           | «Holy Revival»   | Anderfjärd    | 2:54  |
| 17.           | «Yoko»           | Green         | 4:14  |
| 18.           | «The Song»       | Tellez        | 2:25  |
| 19.           | «Guy On a Horse» | Anderfjärd    | 2:25  |
| 20.           | «Truth Is»       | Tellez        | 3:17  |
| 21.           | «The Last One»   | Michelsen     | 3:59  |
| Durada total: | Durada total:    | Durada total: | 66:31 |